# سیارک ۲۵۸۱۷
سیارک ۲۵۸۱۷ (به انگلیسی: 25817 Tahilramani، نامگذاری:2000DQ31)۲۵۸۱۷مین سیارک کشف شده‌است که در ۲۹ فوریه ۲۰۰۰ کشف شد.